# Dicicloverina
 A dicicloverina, também conhecida como diciclomina, é um medicamento usado para tratar espasmos intestinais, como ocorre na síndrome do cólon irritável. É tomado por via oral ou administrado por injeção intramusucular. Embora tenha sido usado para tratar cólica de lactentes e enterocolite, evidências não apoiam esses usos.
Efeitos colaterais comuns incluem boca seca, visão turva, fraqueza, sonolência e tontura. Efeitos colaterais graves podem incluir psicose e problemas respiratórios em bebês. O uso durante a gravidez parece ser seguro, porém, não é recomendado durante a amamentação. Não está totalmente claro como funciona.
A dicicloverina foi aprovada para uso médico nos Estados Unidos em 1950. Está disponível como medicamento genérico. No Reino Unido, o NHS pagava cerca de £1,84 por dose em 2019. Nos Estados Unidos, o custo de atacado desse valor é de cerca de US$ 0,15. Em 2017, foi o 181º medicamento mais prescrito nos Estados Unidos, com mais de 3 milhões de prescrições.